# Хирпини
Хирпините (The Hirpini; Irpini; grwcki: Ἱρπινοί)  са древен народ в Самниум в централна Италия.
Името на оскийски език означава вълк.
Градове на хирпините:
- Беневентум
- Aeculanum
- Abellinum
- Compsa
- Aquilonia
- Romulea
- Trivicum
- Aequum Tuticum
- Murgantia
- Ligures Barbiani
- Ligures Corneliani
- Vescellium
- Vercellium
- Sicilinum
- Ferentinum
- Fratulum
- Taurasia
- Aletrium